# 巴伐利亚的维奥兰特·贝娅特丽克丝
巴伐利亞的维奥兰特·贝娅特丽克丝（德語：Violante Beatrix von Bayern，1673年1月23日—1731年5月30日），托斯卡納親王妃，巴伐利亞選侯斐迪南·馬利亞的女兒。
1689年，维奥兰特·贝娅特丽克丝與托斯卡納大公科西莫三世的長子、托斯卡納親王（即王儲）費迪南多結婚，兩人沒有子女。費迪南多去世後，科西莫三世於1717年任命维奥兰特·贝娅特丽克丝為西恩納總督，直到1731年去世。